# David Porter (officier naval)
Pour les articles homonymes, voir David Porter et Porter.
David Porter est un officier de la marine de guerre américaine, puis de la marine du Mexique, et enfin un ambassadeur des États-Unis. Il est né le 1er février 1780 à Boston, dans l’État du Massachusetts, et est mort le 3 mars 1843 à Constantinople, capitale de l'empire ottoman.

## Biographie
David Porter est le fils de David Porter senior (1754-1808), capitaine de navires marchands puis dans la Continental Navy lors de la révolution américaine, et de Rebecca Henry (1755-1801). Sur les traces de son père, il commence une carrière militaire au sein de la flotte des États-Unis.

### Quasi-guerre

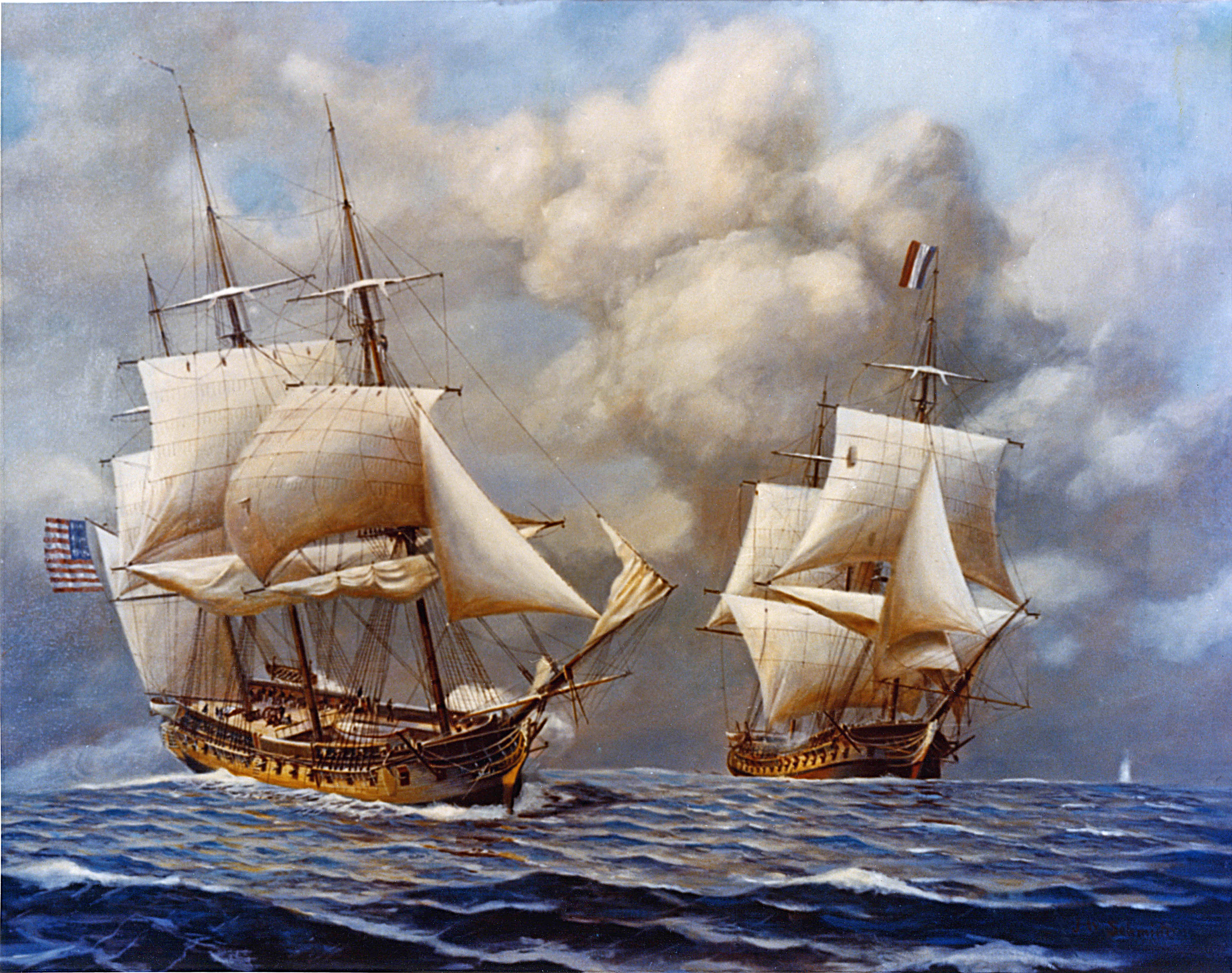
Le combat naval entre les navires français l'Insurgente et américain l'USS Constellation, le 9 février 1799.

Il navigue tout d’abord dans les Caraïbes, puis prend part à ses premières batailles lors de la quasi-guerre entre les États-Unis et la France, de 1798 à 1801. Ce conflit larvé, dû à des différends commerciaux et à un rapprochement entre les Américains et les Britanniques, ennemis de la France révolutionnaire, se traduit par une guerre maritime non déclarée. Porter y sert d’abord comme aspirant à bord de l’USS Constellation, et prend part à la capture du navire français l’Insurgente le 9 février 1799. Il devient premier-lieutenant de l’Experiment en 1799, et termine le conflit en tant que commander de la goélette Amphitrite,.

### Guerre de Tripoli

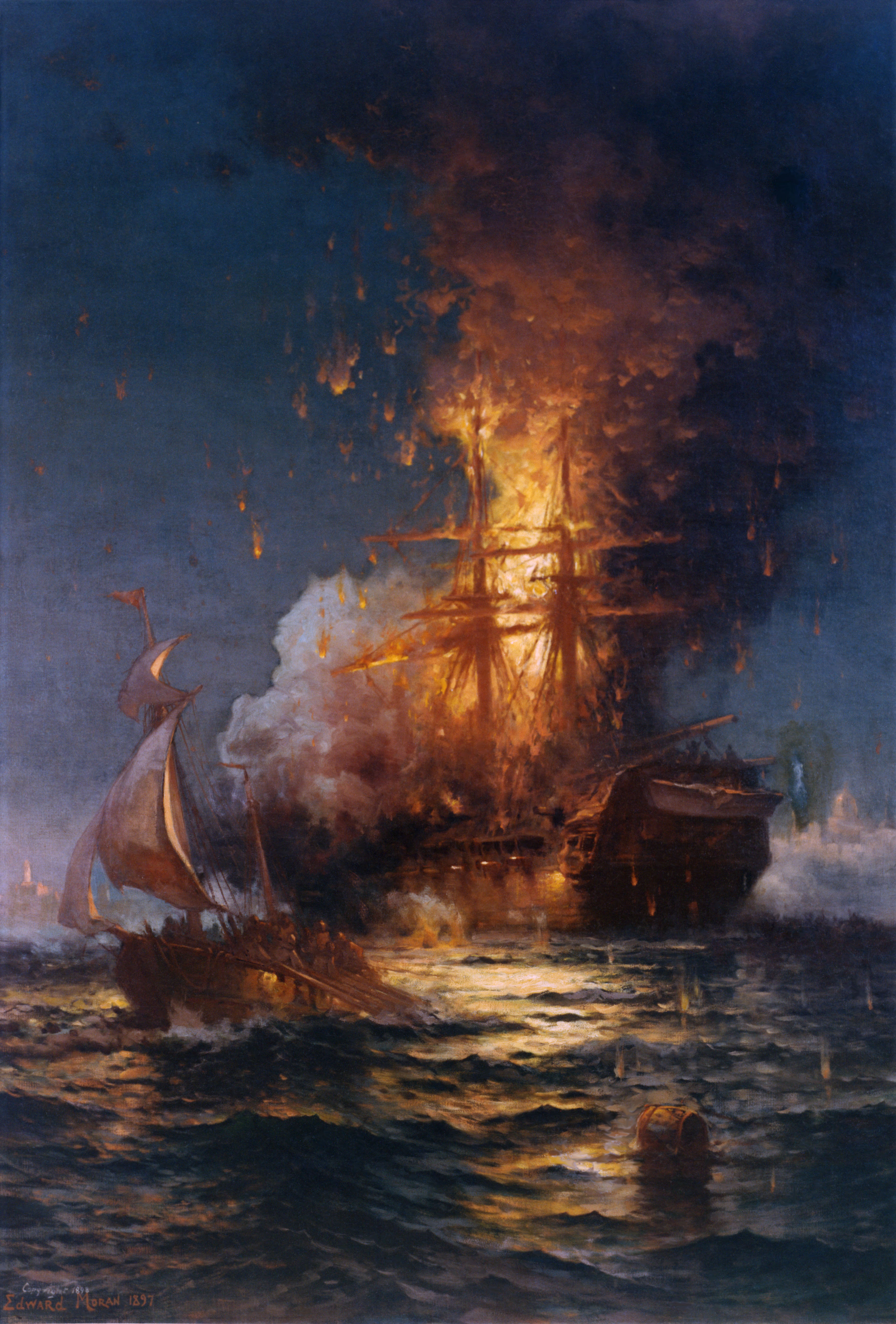
Incendie du Philadelphia dans le port de Tripoli.

En 1801, il est envoyé servir en mer Méditerranée combattre les pirates lors de la guerre de la côte des Barbaresques. Les nations commerçant en Méditerranée doivent alors payer tribut aux États du Maghreb, sous peine de voir leurs navires attaqués par des corsaires. Après leur indépendance, les États-Unis ne sont plus protégés par le tribut payé par les Britanniques. Ils commencent par payer eux aussi, mais en 1801 le bey de Tripoli Yousouf Pacha augmente le montant de la « protection ». Les Américains refusent, et envoient une escadre sur place.

Porter est premier lieutenant de l’USS Enterprise, du New York puis du Philadelphia. C’est à bord de ce vaisseau qu’il est fait prisonnier, avec tout l’équipage, après l’échouage du navire dans le port de Tripoli en octobre 1803. Le Philadelphia, resté dans le port pour servir de batterie de défense, finit brûlé par les Américains le 16 février 1804. Porter reste prisonnier jusqu’au 3 juin 1805, à la fin de la guerre, remportée par les États-Unis. Il continue de patrouiller en Méditerranée, comme capitaine du Constitution puis de l’Enterprise, jusqu’en 1807.

### Opérations en Louisiane
De 1808 à 1810, il dirige les forces navales basées à La Nouvelle-Orléans. Il lutte contre des pirates français et espagnols dans le delta du Mississippi.

Le 10 mars 1808, il se marie à Evalina Anderson (1791-1871), originaire de Chester en Pennsylvanie. Dix enfants naîtront de leur union.

### Guerre de 1812

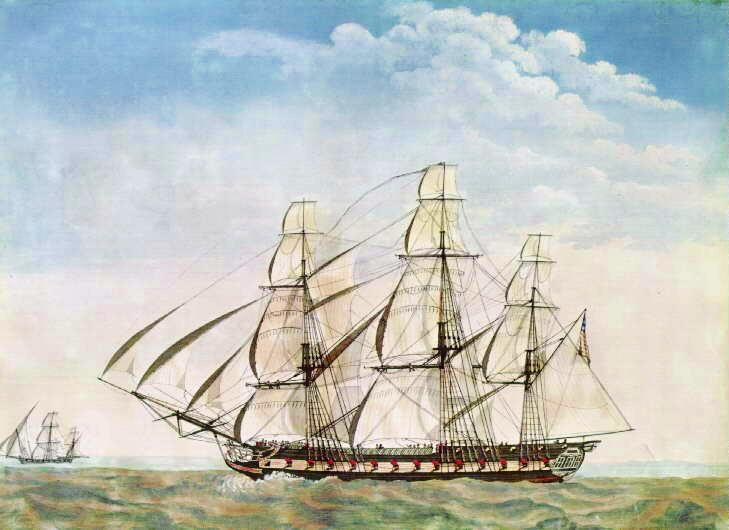
La frégate.

En 1812, une nouvelle guerre éclate entre les États-Unis et les Britanniques. Le Royaume-Uni, en pleine guerre avec l’Empire Français de Napoléon Ier, impose en 1807 un embargo sur le commerce avec les ports de la France et de ses alliés. Près de neuf cents navires marchands américains sont capturés par les Britanniques. Ces tensions, ajoutées à d’autres, mènent au déclenchement des hostilités, sur terre comme sur mer.

Porter est alors nommé commandant de la frégate USS Essex, et se bat dans l’océan Atlantique. Le 11 juillet 1812, près des Bermudes, il rencontre une flottille de sept transports britanniques, et en capture un, le Samuel and Sarah, qui avait à son bord deux cents soldats destinés à renforcer les troupes britanniques du Canada. Il affronte le lendemain le navire d'escorte, la puissante frégate HMS Minerva, armée de trente-six canons, mais il est repoussé. Mais sa plus grande victoire a lieu au large de Terre-Neuve, le 13 août, date à laquelle, à la suite d'un combat contre un sloop de dix-huit canons, le HMS Alert commandé par le capitaine Thomas Langharne, il réussit à capturer ce navire et son équipage après un affrontement d'une dizaine de minutes. C’est le premier bateau de guerre anglais tombé aux mains des Américains durant cette guerre. En septembre, quand l’Essex revient à New York, il a capturé dix navires.

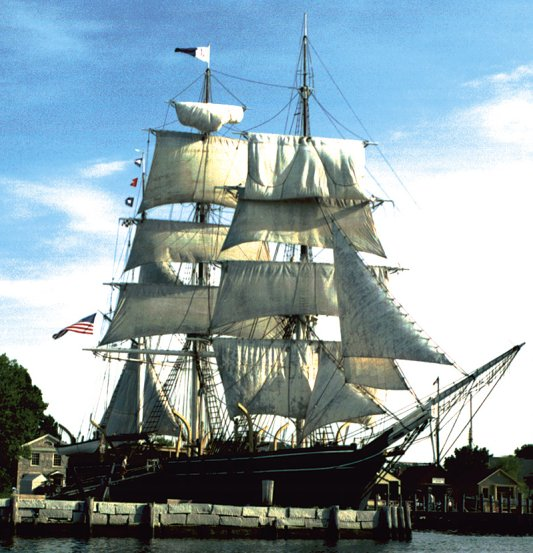
Un exemple de baleinier américain, ici datant de 1841.

L’Essex descend ensuite dans l’Atlantique sud, où il doit rencontrer le Constitution de William Bainbridge et le Hornet au large des côtes du Brésil. Mais la rencontre n’a pas lieu, et Porter décide alors de sa propre initiative de contourner le cap Horn et de naviguer dans le Pacifique. Les Britanniques ne disposent pas dans cet océan de moyens suffisants pour assurer une surveillance effective et protéger leur flotte de commerce et leurs baleiniers. Pour pallier ce manque, nombre d'entre eux ont reçu des lettres de marque qui les autorisent à attaquer les baleiniers américains, ce qui a quasiment détruit cette industrie. Porter se propose donc d'effectuer une campagne de corsaire à l'encontre de ces navires. Début mars l’Essex franchit le cap Horn et devient le premier navire de guerre américain à naviguer dans le Pacifique

Après le passage difficile du cap, l’Essex arrive le 14 mars 1813 à Valparaiso, au Chili, non sans avoir pris deux goélettes anglaises en cours de route. Dans les cinq mois qui suivent, Porter prend treize navires, dont l’Atlantic, qu’il garde auprès de lui et renomme l’Essex Junior. L’impact sur l’industrie baleinière britannique est important ; Porter chiffre les dommages infligés à deux millions et demi de dollars américains. Pour mettre en sûreté ses prises, et pour effectuer des réparations, il s’établit à Nuku Hiva, dans les îles Marquises, alors non colonisées. Il nomme l’île « Madison Island », en l’honneur du président américain James Madison, et construit un fort. Il tente de prendre possession de l’île au nom des États-Unis, mais se heurte à la résistance de la tribu des Taïpi. Malgré plusieurs villages incendiés et des luttes tribales, il ne peut y parvenir. Il quitte l’île le 12 décembre avec ses prises de guerre, en direction du port neutre de Valparaiso.

En janvier 1814, l’Essex navigue au large du Chili. Il y est traqué six semaines durant par la frégate anglaise HMS Phoebe et le sloop HMS Cherub, qui lui sont supérieurs en armement. Le 28 mars, au nord de Valparaiso, Porter est attaqué. Les caronades dont est équipé son vaisseau, et qu'il a vainement tenté de faire remplacer par une artillerie classique avant d'en prendre le commandement, ne tiennent pas face aux canons britanniques de plus longue portée. La moitié de son équipage meurt ou disparaît, et lui-même est fait prisonnier. Les Anglais laissent partir les survivants sur l’Essex Junior désarmé. Porter revient ainsi à New York le 7 juillet 1814, où il est reçu en héros.

### Lutte contre les pirates des Caraïbes

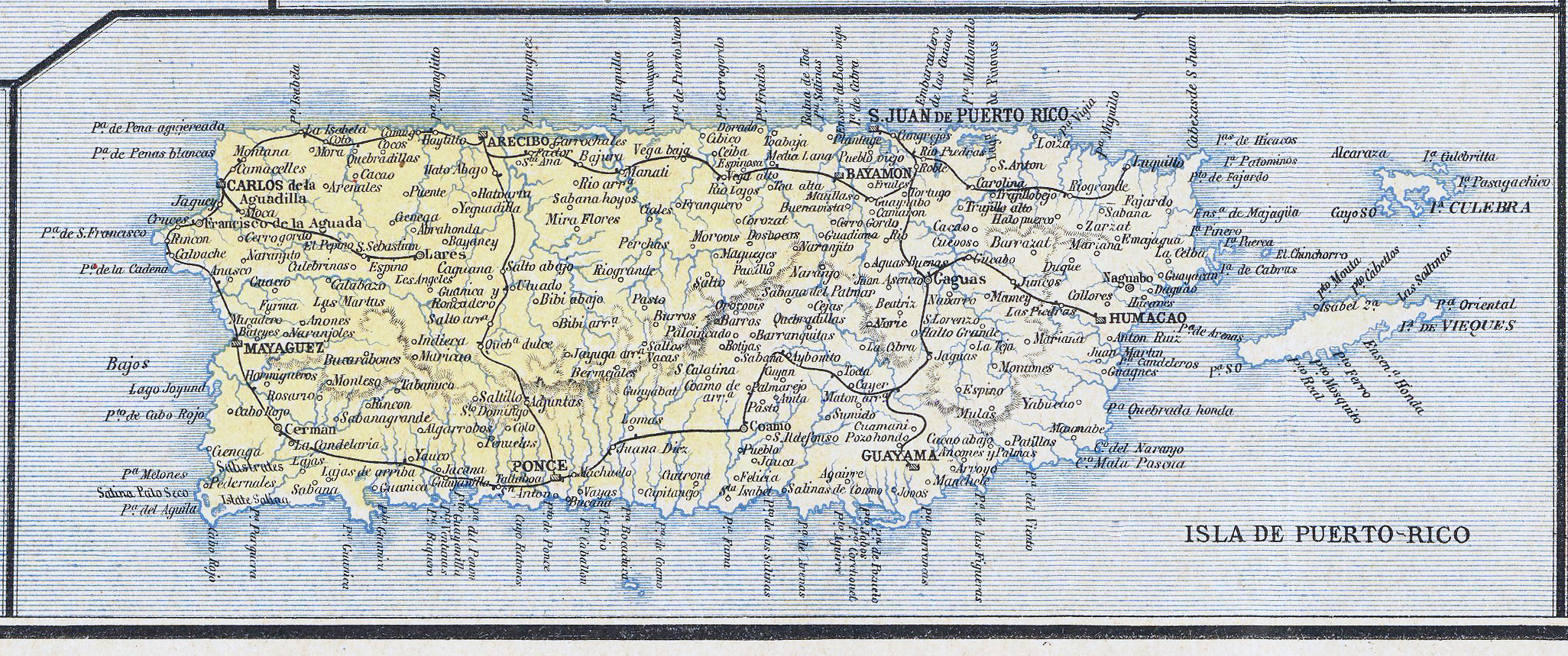
L’île de Porto Rico. Fajardo est situé à l’extrême est.

Après la fin de la guerre, ratifiée par les États-Unis le 16 février 1815, David Porter est nommé commissaire dans la Board of Navy Commissioners, un organisme nouvellement fondé chargé de la fourniture et de la maintenance du matériel de l’U.S. Navy. Ce conseil existera jusqu’en 1846, mais Porter, nommé au grade de commodore en 1822, le quitte en 1823. Il part commander une escadre, nommée la « Mosquito fleet », chargée de lutter contre la piraterie dans les Caraïbes, de 1823 à 1825. Cette escadre se compose de vingt barges à rames, de huit petites goélettes armées chacune de trois canons, d'une goélette plus imposante de six canons et d'un vapeur à aubes, le Sea Gull, qui est le premier vapeur de l'histoire à être engagé au combat

Les bâtiments de cette flottille, sous ses ordres directs ou ceux de ses subordonnés, remportent de nombreux succès contre les pirates : destruction des navires du pirate Diaboleto, qui est tué début juillet 1823 près de la baie de Sigaumpa à Cuba ; combat du cap Cruz, toujours à Cuba le 22 du même mois.
Durant l’une de ces expéditions, un de ses officiers est emprisonné par les autorités espagnoles de Puerto Rico, dans la petite ville de Fajardo. Pour le venger, Porter envahit la ville. Cet acte a de graves conséquences pour lui : de retour aux États-Unis, il passe en cour martiale. L’affaire fait la une des gazettes durant plusieurs mois. Il est finalement condamné à six mois de suspension de service. Mais Porter n’accepte pas la décision de la cour : il démissionne en 1826, et quitte les États-Unis pour le Mexique.

### Commandant de la marine Mexicaine

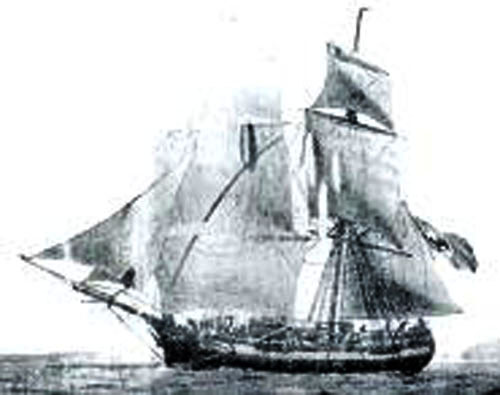
Le brigantin Guerrero

Le pays est indépendant depuis 1821, mais il subsiste toujours des rivalités avec l’Espagne, au sujet de navires venant pêcher depuis Cuba (alors encore espagnole) dans les eaux mexicaines. Porter est nommé commandant en chef de la marine mexicaine, chargé de faire respecter les frontières maritimes. Son fils David Dixon, futur héros de la guerre de Sécession américaine, entame sa carrière militaire auprès de lui, à l’âge de treize ans.

Porter se rend en Floride, voulant se servir comme base et refuge de ce territoire, situé à une centaine de kilomètres seulement de Cuba. Mais cela crée des tensions avec l’Espagne, ainsi qu’avec les États-Unis, qui viennent d’acheter la colonie aux Espagnols quatre ans plus tôt. Ces tensions culminent avec le combat naval entre le Guerrero, commandé par Henry David Porter, un neveu du commodore, et la frégate espagnole Lealtad. Il s’achève par la défaite des Mexicains.

En 1829, le Mexique connaît des difficultés économiques, et il n’a plus les moyens d’entretenir une marine militaire efficace. À cela s’ajoute une instabilité politique et des rivalités entre officiers mexicains, et Porter est victime de deux attentats. Ces raisons le poussent à démissionner et à rentrer aux États-Unis.

### Carrière diplomatique
Le président Andrew Jackson nomme Porter en 1830 consul général auprès des États Barbaresques, à Alger. Après l’occupation de la ville par les Français en 1831, il devient chargé d'affaires des États-Unis auprès de l’Empire ottoman, à Constantinople, actuelle Istanbul. En 1839, il y est nommé ambassadeur. C’est là qu’il meurt le 3 mars 1843. Il est enterré en premier lieu dans le cimetière du Philadelphia Naval Asylum, puis, en 1845, inhumé dans le cimetière des Woodlands, à Philadelphie, en Pennsylvanie.

## Postérité

### Famille

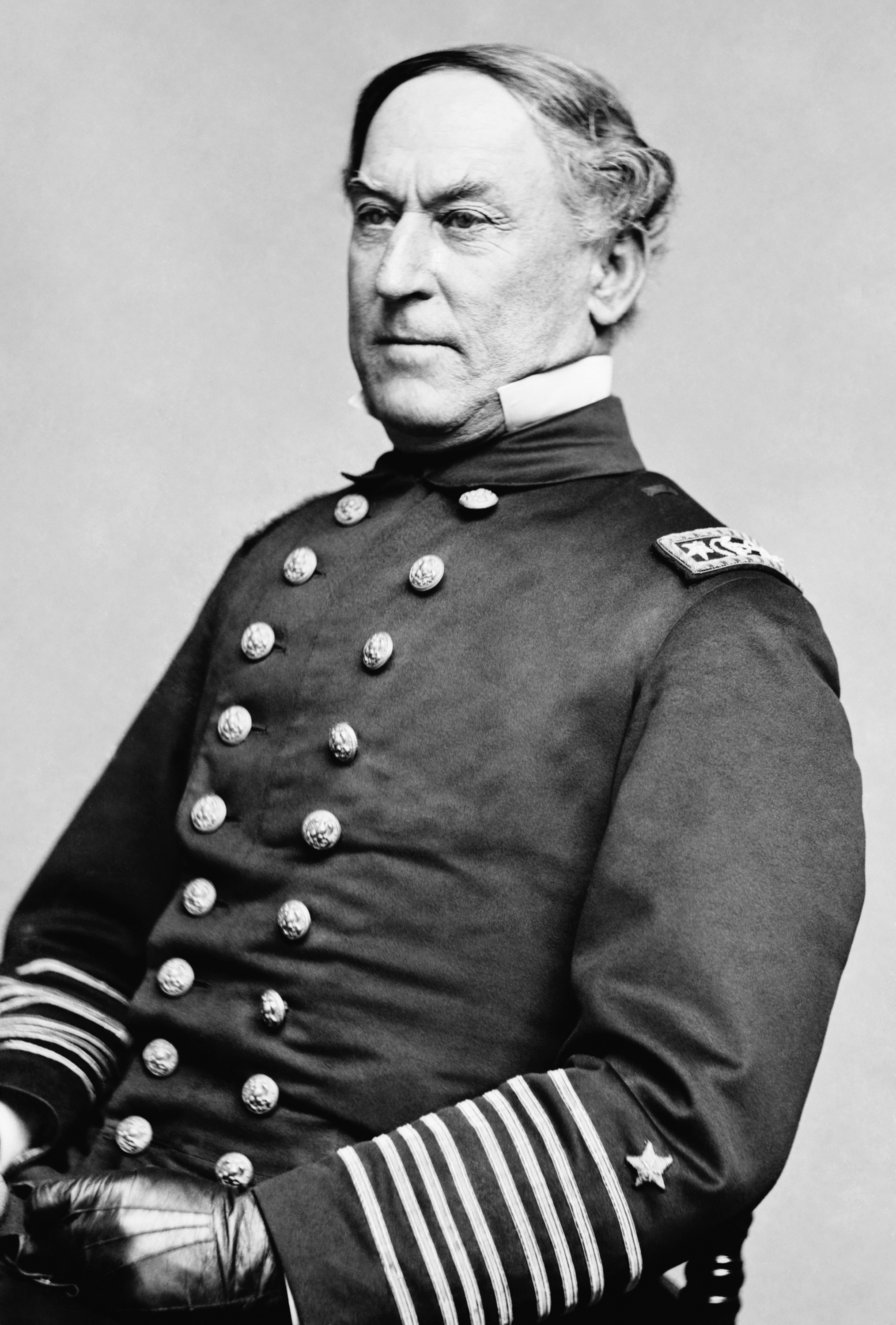
L’amiral David Farragut, fils adoptif de David Porter.

Parmi la descendance de David Porter, on peut nommer :
- James Glasgow Farragut (1801-1870), orphelin très jeune, adopté par Porter et rebaptisé David Farragut. Le garçon sert dès 1810 comme aspirant sur l’Essex de son père adoptif, entamant ainsi une carrière de marin qui le mène jusqu’au grade d’amiral. Il est le premier Américain à porter ce titre. Auparavant, le plus haut grade militaire de la Marine américaine était celui de commodore, le grade d’amiral rappelant trop celui des anciens ennemis Britanniques. Farragut sera le commandant en chef de l’U.S. Navy pendant la guerre de sécession.
- William David Porter (en) (1809-1864) entre dans l’U.S. Navy en 1823. Il devient officier de marine, jusqu’au grade de commodore qu’il obtient en juillet 1862. Il participe à la guerre de sécession en commandant la canonnière Essex sur la rivière Tennessee et le fleuve Mississippi.
- David Dixon Porter (1813-1891) commence sa carrière de marin en naviguant avec son père au sein de la Marine mexicaine. Il se distingue également pendant la guerre de sécession, et obtient le grade d’amiral en 1870. Il sera le père du lieutenant-colonel Carlile Patterson Porter (1846–1914), lui-même père du commodore David Dixon Porter (1877-1944), qui servira durant la guerre américano-philippine et la Première Guerre mondiale.
- Theodoric Henry Porter (1817–1846), le premier officier américain à tomber lors de la guerre américano-mexicaine.
- Henry Ogden Porter (1828-1872), officier de marine, quitte l’U.S. Navy en 1847 après sept ans de service. Il combat ensuite sous les ordres de William Walker en Amérique centrale, puis retourne dans la Marine. Pendant la guerre de sécession, il commande l’USS Hatteras, coulé par le navire confédéré l’Alabama le 11 janvier 1863. Il meurt sept ans après la fin de la guerre, des suites des blessures reçues alors.
- Evelina Cora Porter (1828-1863), sœur jumelle du précédent, épouse en 1842 Gwenn Harris Heap, nommé consul américain en 1856 à Alexandrie en Égypte. Il fera l’achat de dromadaires pour l’armée américaine au Texas, transportés par l’USS Supply, commandé par David Dixon Porter.

### Mémoire

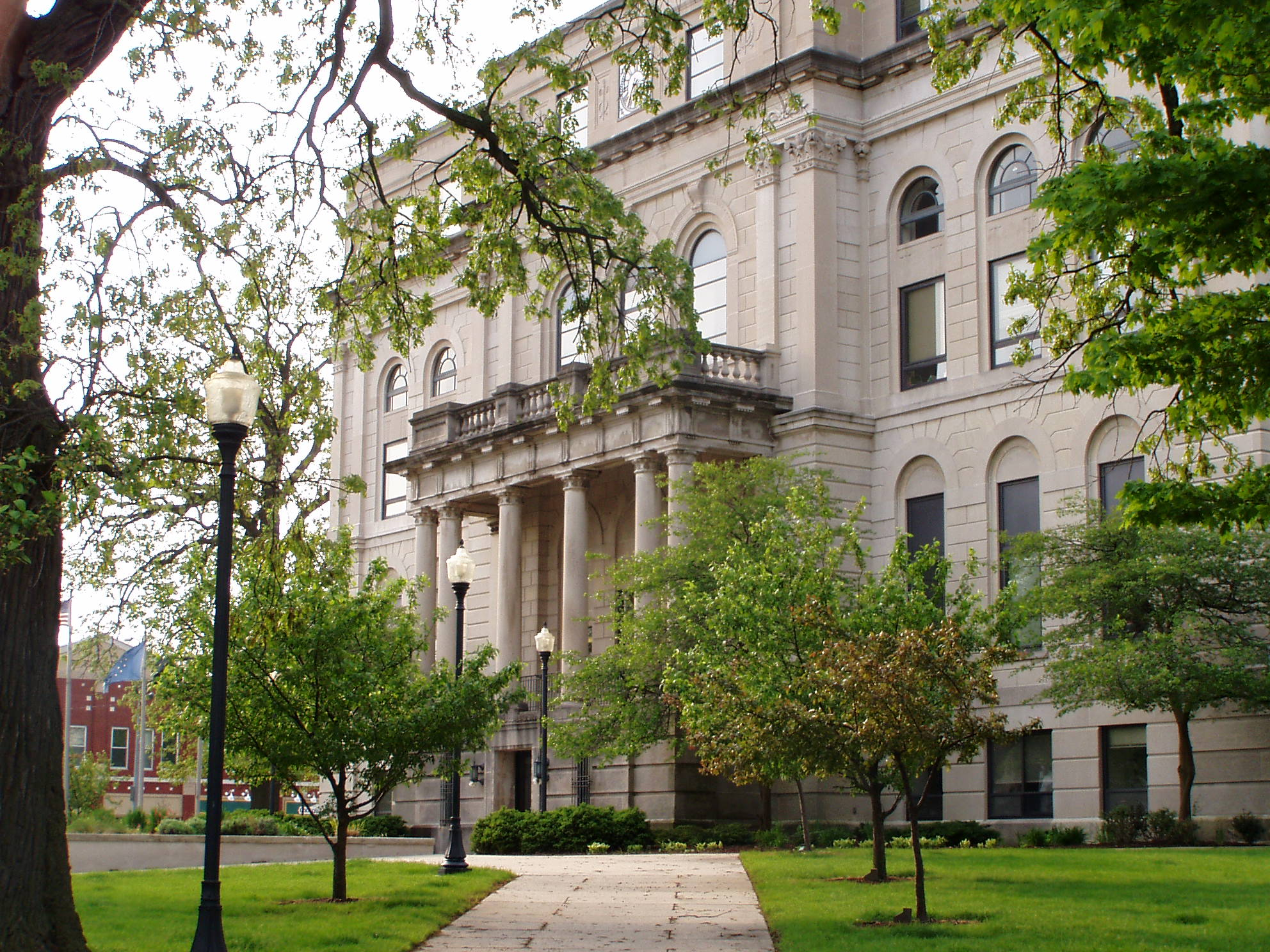
Le palais de justice de Valparaiso, dans le comté de Porter, en Indiana.

La ville de Porter et le comté de Porter dans le nord-ouest de l’Indiana ont été nommés en l’honneur de David Porter. En 1836, le siège du comté est initialement nommé Portersville, puis est changé en Valparaiso en 1837, en souvenir de l’épisode de guerre de 1812 dans lequel David Porter s’illustra.
Cinq navires de la marine des États-Unis ont été nommés USS Porter, en mémoire de David Porter et de son fils David Dixon Porter.

### Œuvres littéraires
David Porter a lui-même écrit plusieurs ouvrages, dont un sur son expédition dans le Pacifique et un autre sur sa vie à Istanbul :
- (en) David Porter, Journal of a cruise made to the Pacific Ocean by Captain David Porter in the United States frigate Essex, in the years 1812, 1813, and 1814 containing descriptions of the Cape de Verd Islands, coasts of Brazil, Patagonia, Chili, and Peru, and of the Gallapagos Islands : also, a full account of the Washington Groupe of Islands, the manners, customs, and dress of the inhabitants, &c. &c., Philadelphie, Bradford and Inskeep, 1815 (OCLC 42194499)
- (en) David Porter, Constantinople and its environs in a series of letters, exhibiting the actual state of the manners, customs, and habits of the Turks, Armenians, Jews, and Greeks, New York, Harper, 1835 (OCLC 11490874)

## Annexes

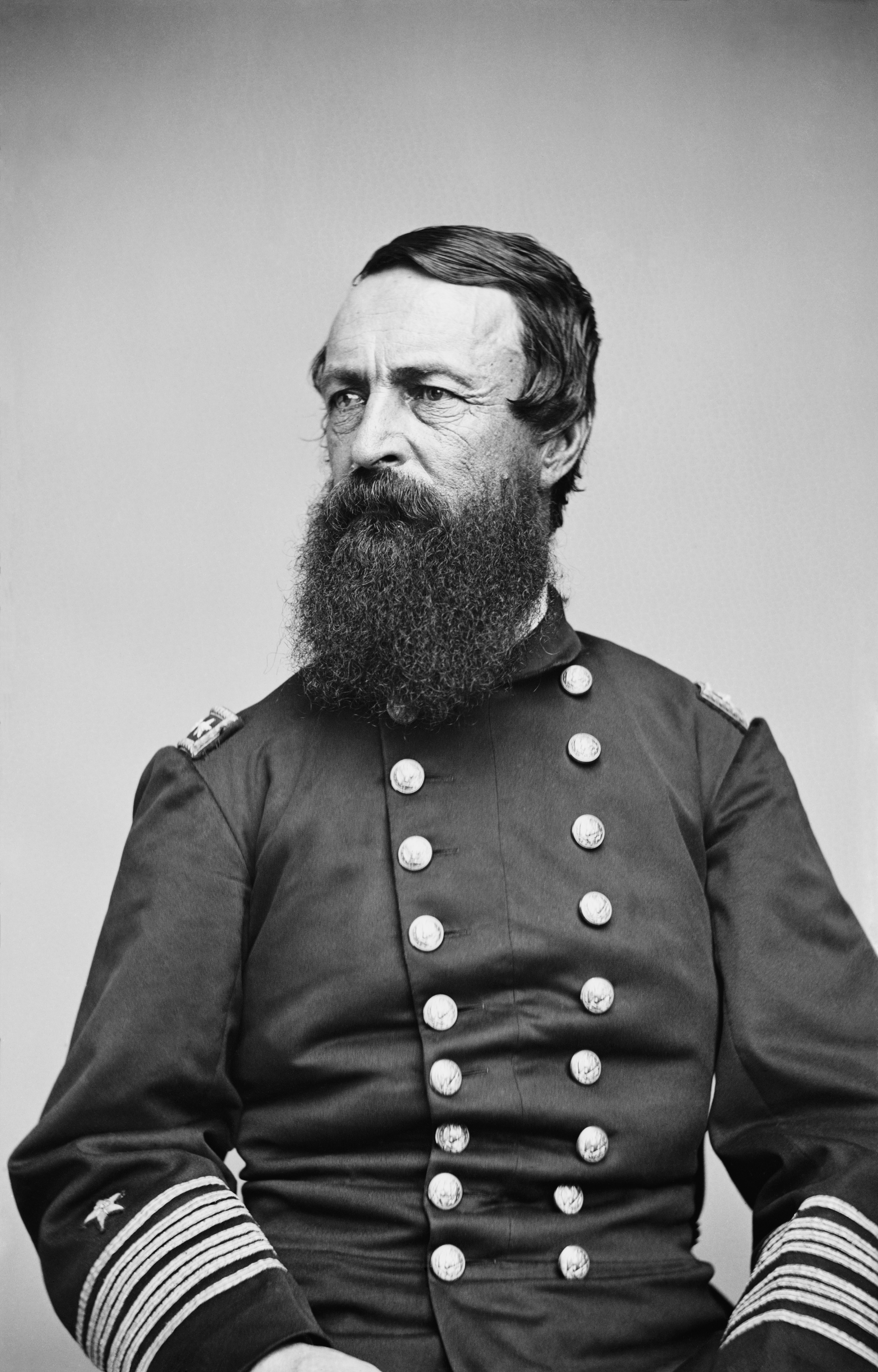
L’amiral David Dixon Porter, fils de David Porter.